# Остерн
Остерн (енгл. Ostern, „источни”; рус. истерн), или црвени вестерн, је био филмски жанр настао у Совјетском Савезу и Источном блоку као варијација вестерн филмова који су настали у САД. Реч Ostern је портманто изведена из немачке речи Ost, што значи „исток”, и енглеске речи western („западни”). Термин сада укључује два сродна жанра: црвени вестерн (смештен на Дивљем западу али са другачијим темама и мотивима) и естерн/остерн (углавном смештен у степе азијског дела СССР, током или након грађанског рата, инспирисан каубојцима).
Иако су под утицајем вестерна, источњаци формирају специфичан и посебан жанр.
Црвени вестерни првог типа се често упоређују са шпагети вестернима, јер користе локалне пејзаже да имитирају амерички Запад. Конкретно, коришћени су Југославија, Монголија и јужни СССР као локације. Неки од источнонемачких филмова називали су се Sauerkraut Westerns, буквално преведено као вестерни са киселим купусом.
Остерн филмови су обично заменили окружење Дивљег запада источњачким окружењем у степама Кавказа или пустињама средње Азије. Западњачки ликови као што су „каубоји и Индијанци такође су замењени кавкаским или азијским ликовима, као што су бандити и хареми. Познат пример жанра било је остварење Бело сунце пустиње, филм који је био популаран у Совјетском Савезу.